# Поліцейський (фільм, 1960)
«Поліцейський» (італ. Il vigile) — італійська кінокомедія 1960 року, режисера Луїджі Дзампа з Альберто Сорді у головний ролі. Фільм зібрав 969 мільйонів 259 тисяч лір.

## Сюжет
Отелло Челетті (Альберто Сорді) — безробітний, що живе зі своїм старим батьком, сином школярем Ремо та дружиною Амалією (Маріса Мерліні) в будинку її брата. Заробітків дружини не вистачає, тому син прогулює школу й підробляє у сусідній автомайстерні як механік. Такий стан справ Отелло не додає йому поваги і деякі жителі кварталу не пропускають нагоди щоб познущатися з нього. Та все змінюється, коли Ремо рятує сина депутата муніципалітету і той з вдячності допомагає Отелло одержати посаду поліцейського.

## Ролі виконують
- Альберто Сорді — Отелло Челетті
- Вітторіо Де Сіка — мер
- Сільва Кошина — сама себе
- Маріса Мерліні — Амалія Роспіньолі
- Маріо Ріва[it] — сам себе
- Нандо Бруно[it] — Нандо, швагер Отелло
- Мара Берні[it] — Луїза, коханка мера
- Лія Дзопеллі — дружина мера
- Франко Ді Троккіо — Ремо, син Отелло
- П'єра Аріко — Асунтіна Челетті
- Мара Берні[it] — Луїза, коханка мера
- Карло Пізакане — батько Отелло

## Навколо фільму
- Комерційний успіх то позитивні відгуки критиків були результатом щасливого художнього поєднання трьох взаємодоповнюючих талантів: режисера — Луїджі Дзампа, сценариста — Родольфо Сонего та актора — Альберто Сорді.
- Сонего про Сорді сказав таке: «Я зустрів у ньому не інтелектуала, а актора, відкритого для всіх пропозицій, трохи божевільного, здатного на найнеймовірніші знущання і наділеного доброю порцією природної мерзотності».